# Paix des Dames
Ne doit pas être confondu avec le traité de Cambrai de 1508.
La paix des Dames ou paix de Cambrai, signée le 3 août 1529, met fin à la septième guerre d'Italie entre François Ier et Charles Quint, guerre consécutive à l'annulation par la France du traité de Madrid de 1526. Ce traité est négocié et signé par deux femmes de haut rang : Louise de Savoie, mère du roi de France, et Marguerite d'Autriche, tante de l'empereur.

## Contexte
Depuis le traité de Madrid, conséquence de la défaite française de Pavie, François Ier n'est plus prisonnier de Charles Quint, mais a dû laisser en otages ses deux fils, François et Henri.
De retour en France, il a fait annuler le traité de Madrid par le Parlement de Paris, à cause notamment de la clause demandant la restitution du duché de Bourgogne à Charles Quint. Dans ces conditions, la guerre a repris dès le mois de mai 1526, mais la France a de nombreux alliés dans le cadre de la ligue de Cognac.
Les deux princes, détenus dans la forteresse de Villalba sous la surveillance du marquis de Berlanga, ont vu leurs conditions de vie se détériorer. Louise de Savoie, mère du roi, a envoyé à Madrid Jean Bodin qui a constaté que les conditions de détention étaient devenues horribles : une tour sans lumière et une simple paillasse en guise de couche. D'autant que les deux jeunes princes semblaient ne même plus comprendre le français et s'exprimaient uniquement en espagnol.
La guerre a par ailleurs vidé les caisses de l'État. La maladie, elle, a emporté beaucoup d'hommes et les troupes sont épuisées.
La situation devient insoutenable et la couronne de France comprend que la négociation d'un traité est nécessaire pour que les peuples puissent vivre en paix.

## Les négociatrices de la paix des Dames

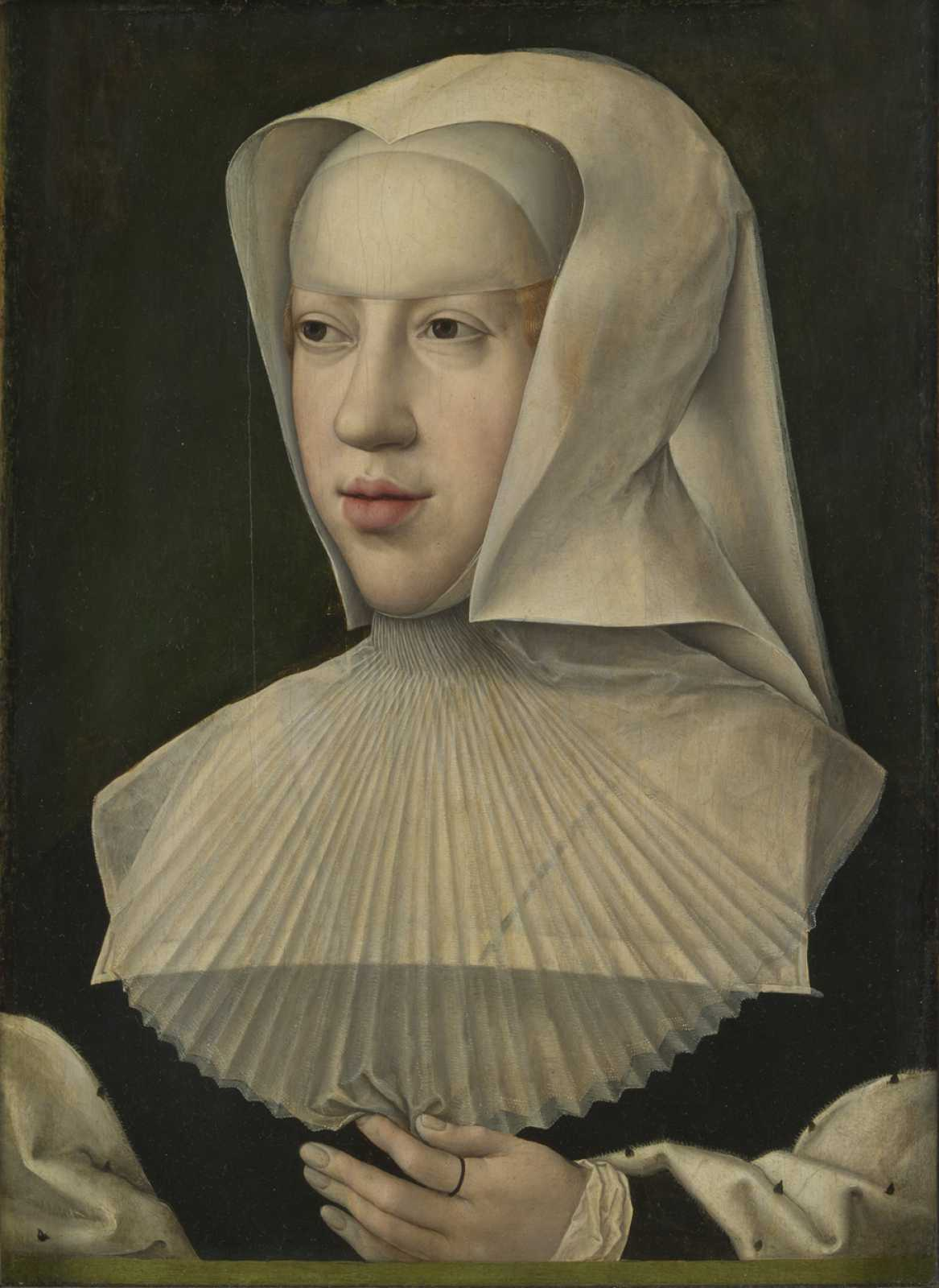
Marguerite d’Autriche
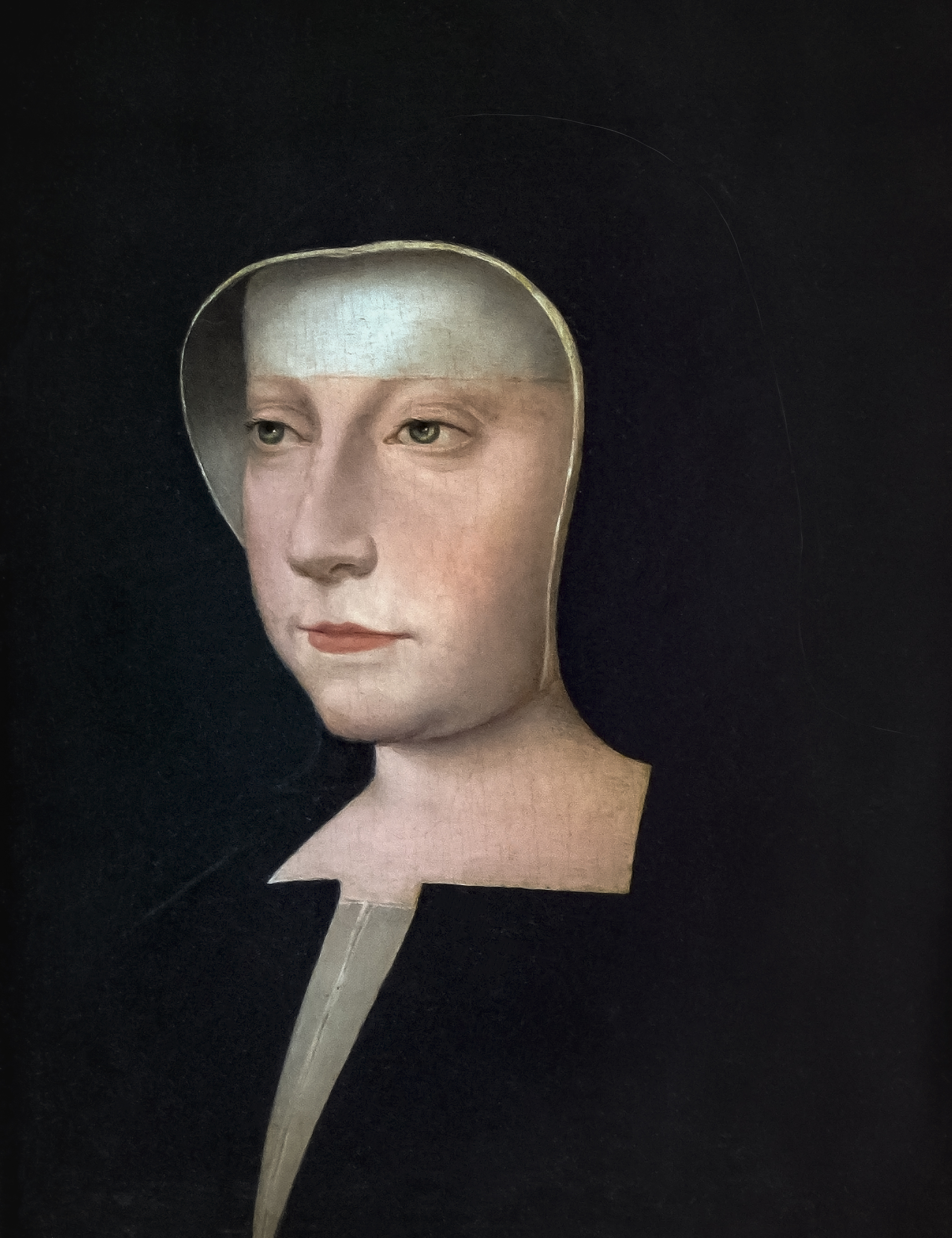
Louise de Savoie.

Les deux femmes qui vont se charger des négociations ont des liens de famille :
- Louise de Savoie (1476-1531), mère du roi François Ier, qu'elle représente, est la sœur de feu le duc Philibert II de Savoie (1480-1504) ;
- Marguerite d’Autriche (1480-1530), tante et marraine de l’empereur Charles Quint, qu'elle représente, est veuve de Philibert II de Savoie, après l'avoir été de Jean d'Aragon (1478-1497).

Dans les années 1480, elles ont toutes les deux vécu à la cour d'Anne de Beaujeu (1461-1522), fille de Louis XI et régente de 1483 à 1491 pendant la jeunesse de son frère Charles VIII (1470-1498). Marguerite était en effet fiancée avec Charles VIII, tandis que Louise y a été envoyée à la suite de la mort de sa mère en 1483.
Mais le gouvernement du royaume a finalement décidé de marier Charles VIII avec Anne de Bretagne et d'annuler les fiançailles de Marguerite, qui a été renvoyée à son père, l'empereur Maximilien. Après son deuxième veuvage, elle a consacré beaucoup de temps à l'éducation des enfants de son frère mort prématurément, Philippe le Beau (1478-1506), notamment le futur Charles Quint (1500-1558). Depuis l'avènement de celui-ci, elle assure la régence des Pays-Bas, résidant habituellement à Bruxelles.

## Le traité

### Les négociations
La rencontre a lieu à Cambrai, ville francophone proche de la Picardie, mais située dans le Saint-Empire. À cette époque, Cambrai, comme Liège, est le centre d'une principauté ecclésiastique, les évêques de Cambrai, dotés des pouvoirs comtaux sur le Cambrésis, étant neutres dans les conflits entre la France et les souverains successifs des Pays-Bas.
Louise s'installe dans l'hôtel de Saint-Pol, résidence de Marie de Luxembourg, duchesse douairière de Vendôme sa cousine germaine, et Marguerite dans l'abbaye Saint-Aubert, deux bâtiments très proches.
Entre fin juin et début août, François Ier réside au châteaux de La Fère (également propriété de la duchesse douairière de Vendôme) et à celui de Coucy, en attente de la conclusion des pourparlers.

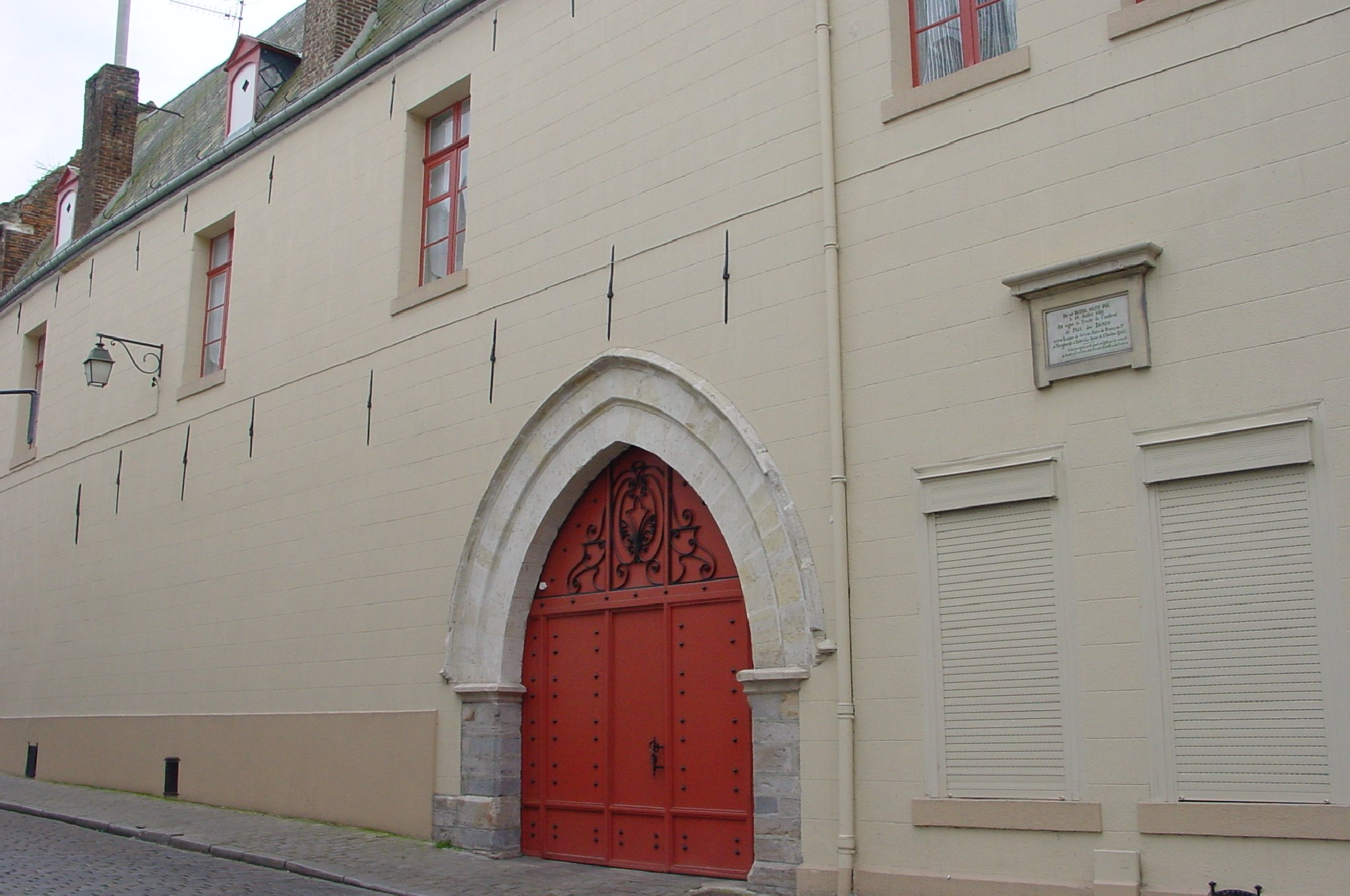
Porte de l'Hôtel de Saint-Pol propriété de Marie de Luxembourg, où résida Louise de Savoie

Les négociations durent un mois, pendant lequel Louise de Savoie fait comprendre à son interlocutrice la résolution de la France de ne jamais céder le duché de Bourgogne ; Marguerite, de son côté, veut s'assurer que la maison de Habsbourg ne perde pas la face.
Les deux femmes finissent par tomber d'accord sur un texte et le traité est signé le 3 août 1529 à l'hôtel de Saint-Pol, en présence du fils de Marie de Luxembourg, le cardinal Louis de Bourbon-Vendôme.

### Contenu
François Ier conserve le duché de Bourgogne, mais renonce à ses prétentions sur le duché de Milan et le royaume de Naples, cède l’Artois et Hesdin et abandonne sa suzeraineté sur le comté de Flandre, qui devient une terre d'Empire.
Pour sceller cette entente, François Ier, veuf depuis plusieurs années, accepte d’épouser Éléonore de Habsbourg, sœur de l’empereur.
Le traité fixe le montant de la rançon pour la libération des princes détenus en otages à deux millions d'écus d'or. 1 200 000 en échange de leur libération, 290 000 à verser à l'Angleterre, pour rembourser un prêt contracté par les Habsbourg auprès de Henri VIII, et 510 000 écus payés en plusieurs versements grâce à des terres de nobles français, en particulier les terres que possède Marie de Luxembourg, duchesse douairière de Vendôme, dans les Anciens Pays-Bas.

## Suites
François Ier voulait faire contribuer à cette somme considérable la noblesse de Bretagne, mais les seigneurs de cette province prétendirent qu'ils ne devaient au roi que foi et hommage, et le service militaire. Dans cette circonstance néanmoins, ils se déclarèrent prêts à aider à la délivrance des princes, en donnant un vingtième de leur revenu : toutefois, à condition, qu'on s'en rapporterait, pour l'exactitude de leur contribution, au serment qu'ils en feraient ; que leur argent serait déposé, sans être compté, dans un coffre exprès, qui serait ensuite ouvert et dont le contenu serait vérifié en présence d'un député de Guy XVI de Laval ; et qu'enfin cette somme demeurerait en Bretagne jusqu'à ce qu'elle fût effectivement appliquée à sa destination.
Pour l'exécution du traité, à savoir l'échange des « Enfants de France » contre la rançon prévue, une convention fut établie entre les parties à Bayonne, le 26 mai 1530. L'échange se déroula le 1er juillet 1530 sous la houlette du grand maître de France, Anne de Montmorency.
Le traité de Cambrai établit la paix pour plusieurs années, mais la guerre reprit en 1536 (huitième guerre d'Italie).